# Calamity Jane
Calamity Jane, właściwie Martha Jane Cannary-Burke (ur. 1 maja 1852 w Princeton w stanie Missouri, zm. 1 sierpnia 1903 w Deadwood w stanie Dakota Południowa) – amerykańska rewolwerowiec, znajoma Dzikiego Billa Hickoka z ostatnich tygodni jego życia: wspólnej dwutygodniowej podróży konwojem wozów do Deadwood i paru tygodni życia w tym samym środowisku tamże, bez znaczących powiązań, pomimo rozbudowanych legend o rzekomym wspólnym dziecku parę lat wcześniej, ślubie, rozwodzie, współżyciu czy w ogóle jakimkolwiek romansie, i jej ewidentnego przywiązania do osoby (i mitu) Hickoka a nawet fiksacji na jego tle.

## Rys biograficzny[potrzebnyprzypis]
W 1865, kilkunastoletnia Cannary, wyruszyła wraz z rodzicami z rodzinnego Missouri konwojem wozów osadniczych na prawdziwie Dziki Zachód, do dzisiejszej Montany (wtedy Terytorium Dakoty). Później przenieśli się do nowego mormońskiego miasta Salt Lake City w odizolowanym Terytorium Utah. W czasie podróży zmarła jej matka, ojciec niedługo po niej, właśnie w Salt Lake City. W ciągu kilku kolejnych lat pracowała jako kucharka, tancerka, woźnica, a jeszcze jako 15-latka zatrudniła się u niejakiej Madame Moustache, organizującej gry hazardowe w saloonach miasteczek Dzikiego Zachodu.
Uprawiała także prostytucję. Twierdziła, że była też konwojentem dyliżansów, jak również zwiadowcą w oddziałach generała George’a Crooka. W 1876 na wiosnę przybyła do Deadwood w Black Hills, gdzie niedawno odkryto złoto. Podróżowała m.in. wspólnie z Dzikim Billem Hickokiem i wieloma innymi konwojem wozów z Cheyenne. Na miejscu zajęła się zaopatrywaniem poszukiwaczy złota w przedmioty codziennego użytku. W 1876 zajęła się pielęgnacją chorych w czasie epidemii ospy.
W 1891 wyszła za mąż za woźnicę Clintona Burke, a od 1895 zaczęła występować w rewiach i cyrkach Dzikiego Zachodu, popisując się umiejętnościami jazdy konnej i strzelaniem. Występowała między innymi w słynnej wędrownej rewii Buffalo Billa. W 1901 wystąpiła na Wszechamerykańskiej Wystawie w Buffalo, co skończyło się dla niej nieprzyjemnie, gdyż wyrzucono ją za pijaństwo. Powróciła do Deadwood, gdzie w dwa lata później zmarła w wieku 51 lat. Na jej ostatnie życzenie została pochowana w kwaterze przystającej do grobu Hickoka na cmentarzu Mount Moriah.

### O Jessem Jamesie
W pozostawionym po sobie dzienniku zanotowała, że w 1889 spotkała Jessego Jamesa, podczas gdy powszechnie było wiadomo, że ten zginął 7 lat wcześniej, w 1882, zastrzelony przez wspólnika z bandy, Roberta Forda. Jednak Calamity twierdziła, że to nieprawda, a w trumnie pochowano kuzyna Dzikiego Billa Hickoka, a prawdziwy Jesse James ukrywa się pod przybranym nazwiskiem Dalton. Z zapisków wynikało, że ów Dalton postanowił po dożyciu setki (Jesse James urodził się w 1847) ujawnić swą prawdziwą tożsamość. W połowie lat 40. XX wieku niejaki J. Frank Dalton oświadczył, że to on jest Jessem Jamesem.

## Nawiązania
Jako barwna postać stała się popularną bohaterką zarówno w literaturze, jak i w filmie.

### Literatura
- Buffalo Girls jako główna bohaterka, aut. Larry McMurtry (1990)[3]

### W telewizji
- Robin Weigert w serialu Deadwood (HBO, 2004)

### Film
- Jean Arthur w Niezwyciężonym Billu z 1936 (tyt. ang. The Plainsman), reżyseria: Cecil B. DeMille[4]
- Jane Russell w 1948 w komedii Blada twarz (tyt. ang. The Paleface), reż. Norman Z. McLeod[5]
- Doris Day w musicalu Calmity Jane z 1953 r., reż. David Butler[6]
- Stefanie Powers w 1963 w serialu Bonanza, odcinek „Calamity Over the Comstock”[7]
- Jane Aleksander w filmie telewizyjnym Calamity Jane z 1984, reż. James Goldstone[8]
- Ellen Barkin w 1995 w filmie Dziki Bill (tyt. ang. Wild Bill) z Jeffem Bridgesem w roli głównej, reż. Walter Hill[9]
- Anjelica Huston w filmie Dziewczyny z Dzikiego Zachodu z 1995 (tytuł oryginalny: "Bufallo Girls")[10]